# Las once mil vergas
Las once mil vergas (en francés: Les Onze Mille Verges ou les Amours d'un hospodar, lit. 'Las once mil vergas o los amores de un hospodar') es una novela erótica escrita por Guillaume Apollinaire; comenzó a circular en forma anónima y clandestina en París, entre 1906 y 1907.
El título hace un juego de palabras con la veneración católica a las «Once mil vírgenes» (en francés: les onze mille vierges), compañeras mártires de Santa Úrsula, sustituyendo la palabra vierge (virgen) por verge (verga) debido a un lapsus del protagonista y como presagio de su destino. 

## Argumento
La novela narra la historia de Mony Vibescu, un hospodar rumano con un estilo de vida libidinoso, que, en búsqueda de aventuras y placeres, se embarca en un viaje desde Bucarest hasta París y desde allí a Port Arthur, donde llega en medio de la Guerra ruso-japonesa que se desarrolló entre 1904 y 1908.
Mony Vibescu está acompañado por una protagonista femenina, Culculine d’Ancône, una prostituta que conoce en París y con la que realizará buena parte de su viaje; además de Cornabœux.
Guillaume Apollinaire escribió numerosos artículos periodísticos en los que denunciaba las atrocidades cometidas por el régimen zarista que gobernaba Rusia. Esto se refleja en Las once mil vergas: en las escenas de la Guerra ruso-japonesa, la descripción del comportamiento de los soldados rusos y la toma de posición en favor de Japón. Los rusos son presentados como personas violentas, con un sadismo exacerbado por la guerra y los oficiales del ejército. En la novela, estos valores negativos llevan a los rusos a celebrar las atrocidades que efectúa Mony Vibescu en Port Arthur y convertirlo en un héroe.
Las múltiples y grotescas aventuras sexuales del protagonista son descritas con gran detalle. Apollinaire buscó crear una parodia surrealista de las obras escritas por el Marqués de Sade.
Pablo Picasso consideró que Las once mil vergas fue el mejor libro que leyó en su vida.

## Uso de la paronimia
La novela juega con la paronimia y paronomasia en su idioma original, por lo que muchos de los giros se pierden en la traducción. El título Les Onze Mille Verges hace referencia a la leyenda de Úrsula y las once mil vírgenes. En francés, hay similitud entre verges (verga) y vierges (vírgenes).
Los nombres de los personajes forman parte del mismo juego. Mony Vibescu hace referencia a Mony, falo en rumano, y Vibescu es sexo anal en argot francés. En el caso de Culculine d'Ancône, cul en francés es culo, y enconner, en argot, es lo que se diría en castellano «encoñar», usando la palabra en sentido directo.